# Rockstar Advanced Game Engine
Rockstar Advanced Game Engine (RAGE) er en spilmotor udviklet af RAGE Technology Group ved computerspilsudvikleren Rockstar San Diego med bidrag fra andre Rockstar-studier. 

## Spil der bruger spilmotoren
| År   | Titel                                    | Platform(e)                                                         | Udvikler(e)        |
| ---- | ---------------------------------------- | ------------------------------------------------------------------- | ------------------ |
| 2006 | Rockstar Games Presents Table Tennis     | Xbox 360, Wii                                                       | Rockstar San Diego |
| 2008 | Grand Theft Auto IV                      | Microsoft Windows, PlayStation 3, Xbox 360                          | Rockstar North     |
| 2008 | Midnight Club: Los Angeles               | PlayStation 3, Xbox 360                                             | Rockstar San Diego |
| 2009 | Grand Theft Auto IV: The Lost and Damned | Microsoft Windows, PlayStation 3, Xbox 360                          | Rockstar North     |
| 2009 | Grand Theft Auto: The Ballad of Gay Tony | Microsoft Windows, PlayStation 3, Xbox 360                          | Rockstar North     |
| 2010 | Red Dead Redemption                      | PlayStation 3, Xbox 360                                             | Rockstar San Diego |
| 2010 | Red Dead Redemption: Undead Nightmare    | PlayStation 3, Xbox 360                                             | Rockstar San Diego |
| 2012 | Max Payne 3                              | macOS, Microsoft Windows, PlayStation 3, Xbox 360                   | Rockstar Studios   |
| 2013 | Grand Theft Auto V                       | Microsoft Windows, PlayStation 3, PlayStation 4, Xbox 360, Xbox One | Rockstar North     |
| 2018 | Red Dead Redemption 2                    | PlayStation 4, Xbox One, Microsoft Windows                          | Rockstar Studios   |